# Contea di Tian'e
 Tian'e  (cinese: 天峨,  pinyin: Tiān'é ; zhuang：Dienhngoz ) è una contea che fa parte della città-prefettura di Hechi, situata nella parte occidentale della regione autonoma di Guangxi Zhuang, nel sud della Cina. Tian'e confina con la contea di Luodian e con il Guizhou a nord, con la Contea di Nandan ad est, con la Contea di Fengshan a sud, con la Contea di Leye  e la città-prefettura di Baise ad ovest. Nel 2000 aveva una popolazione di 141.649 abitanti, di cui il 56% appartiene al gruppo etnico degli Zhuang. Ha un'estensione di  3.192 km².